# アベルマブ
アベルマブ（Avelumab）は、メルケル細胞癌、尿路上皮癌、腎細胞癌の治療を目的とした完全ヒト型モノクローナル抗体薬である。
一般的な副作用には、疲労、筋骨格痛、下痢、嘔気、急性輸液反応、発疹、食欲不振、手足の腫れ（末梢性浮腫）などがある。
プログラム細胞死リガンド1（PD-L1）タンパク質を標的としている。2017年1月に胃癌の治療薬として、欧州医薬品庁（EMA）から希少疾病用医薬品の指定を受けている。米国食品医薬品局（FDA）は、2017年3月に、侵攻性の皮膚癌の一種であるメルケル細胞癌（MCC）に対して承認した。EMAは2017年9月に同じ適応症で承認した。これは、稀で悪性度の高いタイプの皮膚癌である転移性MCCに対する、初めてのFDA承認の治療薬である。

## 効能・効果
- 根治切除不能なメルケル細胞癌
- 根治切除不能または転移性の腎細胞癌
- 根治切除不能な尿路上皮癌における化学療法後の維持療法

## 警告
間質性肺疾患が現れ、死亡に至った症例も報告されている旨の警告が記載されている。

## 副作用
重大な副作用として、
- 間質性肺疾患（2.1%）
- 膵炎（0.6%）
- 肝不全（頻度不明）、肝機能障害（12.7%）、肝炎（0.4%）
  - 肝不全、AST、ALT、γ-GTP、ビリルビンなどの上昇を伴う肝機能障害、肝炎
- 大腸炎（1.7%）、重度の下痢（2.5%）
  - 持続する下痢、腹痛、血便など
- 甲状腺機能障害（19.6%）
  - 甲状腺機能低下症（16.3%）、甲状腺機能亢進症（5.1%）、甲状腺炎（1.6%）など
- 副腎機能障害
  - 副腎機能不全（1.5%）など
- 下垂体機能障害
  - 下垂体炎（0.2%）、下垂体機能低下症など
- 1型糖尿病（0.3%）
  - 糖尿病性ケトアシドーシスに至る可能性
- 心筋炎（0.2%）
- 神経障害
  - 末梢性ニューロパチー（2.8%）、ギラン・バレー症候群など
- 腎障害（1.7%）
  - 急性腎障害（0.8%）、尿細管間質性腎炎（0.2%）など
- 筋炎（0.2%）、横紋筋融解症
- 急性輸注反応（22.9%）
  - アナフィラキシー、発熱、悪寒、呼吸困難など
- 重症筋無力症（0.1%）

が知られている。
JAVELIN Merkel 200試験（下記参照）に登録された88名の患者において、最も多く見られた副作用は、疲労、筋骨格系の痛み、下痢、吐き気、輸液関連反応、発疹、食欲減退、末梢性浮腫であった。また、同試験で複数の患者に発生した重篤な副作用は、急性腎障害、貧血、腹痛、イレウス、無力症、蜂巣炎であった。
最も一般的な重篤なリスクは、体の免疫系が健康な細胞や臓器を攻撃する免疫介在性のもので、肺（肺炎）、肝臓（肝炎）、大腸（大腸炎）、ホルモン分泌腺（内分泌障害）、腎臓（腎炎）などが挙げられる。また、重篤な輸液関連反応が起こる可能性がある。重篤な、または生命を脅かす輸液関連反応を経験した患者は使用を中止すべきである。妊娠中または授乳中の女性は、発達中の胎児または新生児に害を及ぼす可能性があるため服用してはならない。

## 作用機序
免疫チェックポイント阻害剤の一つであり、プログラム細胞死リガンド1（PD-L1）に結合して受容体であるプログラム細胞死1受容体（PD-1）との結合を阻害する、アイソタイプIgG1の完全ヒトモノクローナル抗体である。PD-1/PD-L1の受容体/リガンド複合体の形成によってCD8+T細胞の活性が阻害され免疫反応が抑制されるが、アベルマブはPD-1/PD-L1複合体の形成を阻害し免疫反応を亢進させる。

## 開発
2015年5月時点で、膀胱癌、胃癌、頭頸部癌、中皮腫、卵巣癌、腎癌を対象に第I相臨床試験が行われていた。メルケル細胞癌に対する第II相、非小細胞肺癌に対する第III相の試験も行われていた。
2017年3月のFDAによる承認は、多施設共同単群非盲検試験（JAVELIN Merkel 200）のデータに基づいている。これは、組織学的に転移が確認されたMCCで、転移性疾患に対して実施された化学療法中または後に疾患が進行した患者を対象としている。全奏効率（ORR）は、RECIST（Response Evaluation Criteria in Solid Tumors）1.1 に基づいて独立審査委員会が評価した。投与を受けた88名の患者のORRは33%（95%信頼区間：23.3-43.8%）で、完全奏効が11%、部分奏効が22%であった。奏効した29名のうち、奏効期間は2.8か月から23.3か月以上で、86%が6か月以上、45%では12か月以上持続した。PD-L1の発現やメルケル細胞ポリオーマウイルスの有無にかかわらず奏効が認められた。
尿路上皮癌の維持療法における有効性は、JAVELIN Bladder 100試験（NCT02603432）で検討された。これは、切除不能な局所進行性または転移性の尿路上皮癌で、第一選択の白金製剤化学療法を4-6サイクル行い疾患の進行が見られなくなった患者700名を登録した無作為化多施設共同非盲検試験である。患者は、最良の支持療法（BSC）に加え2週間ごとのアベルマブ静脈内投与を行う群と、BSCのみを行う群に1:1に無作為に分けられた。治療は、最終化学療法の実施後4-10週間以内に開始された。

## 承認
2017年3月、FDAは優先審査、画期的治療薬、希少疾病用医薬品の指定申請を承認し、転移性メルケル細胞癌（MCC）の成人および12歳以上の小児の治療薬（化学療法未実施の患者を含む）として、迅速承認した。転移性メルケル細胞癌は稀で侵攻性の高い皮膚癌であり、本剤は、米国食品医薬品局（FDA）が承認した初めての治療法である。
2017年5月、FDAは、白金製剤療法中または後、あるいは術前術後の白金製剤療法から12か月以内に病状が進行した局所進行性または転移性の尿路上皮癌に対して承認した。
2019年5月、FDAはアベルマブとアキシチニブの併用を、進行した腎細胞癌の第一選択治療として承認した。
2020年6月、FDAは白金製剤療法の初回治療で進行が見られなくなった局所進行性または転移性尿路上皮癌の維持療法として承認した。
日本では2016年12月にメルケル細胞癌について厚生労働省により希少疾病用医薬品に指定され、JAVELIN Merkel 200試験の結果と国内第I相臨床試験の結果に基づいて、2017年9月に承認された。
腎細胞癌については国際共同第Ib相試験と国際共同第III相試験（ともに日本からも参加）の結果に基づき、2019年12月に承認された。
尿路上皮癌については、日本からも参加した国際共同第III相試験の結果に基づいて承認申請され、2021年2月に承認された。

## 参考資料
1. ↑  “Avelumab (Bavencio) Use During Pregnancy”. Drugs.com (2019年5月29日). 2020年8月2日閲覧。
2. 1 2  “Bavencio- avelumab injection, solution, concentrate”. DailyMed (2020年7月2日). 2020年8月2日閲覧。
3. ↑  “KEGG DRUG: アベルマブ”. www.genome.jp. 2021年10月8日閲覧。
4. 1 2 3 4 5 6 7 8 9 10 11  "FDA approves first treatment for rare form of skin cancer". U.S. Food and Drug Administration (FDA) (Press release). 23 March 2017. 2020年8月2日閲覧。  この記述には、アメリカ合衆国内でパブリックドメインとなっている記述を含む。
5. ↑  “Public summary of opinion on orphan designation: Avelumab for the treatment of gastric cancer”.  European Medicines Agency (2017年1月9日). 2021年10月8日閲覧。
6. 1 2  “Bavencio: EPAR - Product Information”.  European Medicines Agency (2017年9月18日). 2021年10月8日閲覧。
7. 1 2  “バベンチオ点滴静注200mg 添付文書”. www.info.pmda.go.jp. 2021年10月8日閲覧。
8. ↑  “Bavencio Monograph for Professionals”. Drugs.com.   American Society of Health-System Pharmacists, Inc. (2020年1月27日). 2020年8月2日閲覧。
9. ↑  “Safety and tumor responses with lambrolizumab (anti-PD-1) in melanoma”. The New England Journal of Medicine 369 (2):  134–44. (July 2013). doi:10.1056/NEJMoa1305133. PMC 4126516. PMID 23724846.
10. ↑  “Merck-Pfizer Alliance Avelumab Fact Sheet”. 2015年12月2日閲覧。
11. 1 2  “Updated efficacy of avelumab in patients with previously treated metastatic Merkel cell carcinoma after ≥1 year of follow-up: JAVELIN Merkel 200, a phase 2 clinical trial”. Journal for Immunotherapy of Cancer 6 (1):  7. (January 2018). doi:10.1186/s40425-017-0310-x. PMC 5774167. PMID 29347993.
12. 1 2  “FDA approves avelumab for urothelial carcinoma maintenance treatment”. U.S. Food and Drug Administration (FDA) (2020年6月30日). 2020年8月2日閲覧。  この記述には、アメリカ合衆国内でパブリックドメインとなっている記述を含む。
13. ↑  “Pfizer, Merck KGaA fourth to market with PD-1/L1 inhibitor” (英語). BioPharma Dive. 2021年10月9日閲覧。
14. ↑  “FDA grants accelerated approval to avelumab for urothelial carcinoma”. U.S. Food and Drug Administration (2017年5月9日). 2020年9月30日閲覧。  この記述には、アメリカ合衆国内でパブリックドメインとなっている記述を含む。
15. ↑  “FDA approves avelumab plus axitinib for renal cell carcinoma”. U.S. Food and Drug Administration (FDA) (2019年5月14日). 2020年9月29日閲覧。
16. ↑  “FDA approves avelumab for urothelial carcinoma maintenance treatment”. U.S. Food and Drug Administration (FDA) (2020年6月30日). 2020年9月29日閲覧。
17. ↑  “本邦初の抗PD-L1抗体薬「バベンチオ(R)」製造販売承認を取得～メルケル細胞がんに対する本邦初かつ唯一の治療薬～”. www.pfizer.co.jp. 2021年10月8日閲覧。
18. ↑  “抗PD-L1抗体バベンチオ(R)（一般名：アベルマブ（遺伝子組換え））、インライタ(R)（一般名：アキシチニブ）との併用療法で追加適応症の承認取得～進行腎細胞がんのファーストライン治療に新たな選択肢～”. www.pfizer.co.jp. 2021年10月8日閲覧。
19. ↑  “抗PD-L1抗体バベンチオ(R)（一般名：アベルマブ（遺伝子組換え））、局所進行または転移性の尿路上皮がんの適応症追加の承認取得”. www.pfizer.co.jp. 2021年10月8日閲覧。